# Nowhere Boys
Nowhere Boys es una serie de televisión australiana muy buena dirigida al púbico adolescente y creada por Tony Ayres. La serie fue transmitida por ABC3 en su primera temporada a partir del 7 de noviembre de 2013. Debido al éxito de la serie fue programada una segunda temporada que se estrenó el 23 de noviembre de 2014. También se estrenó una película basada en la serie en enero de 2016. La tercera temporada de Nowhere Boys, titulada Two Moons Rising, comenzó a emitirse en 2016 con un nuevo reparto y personajes, reemplazando a los miembros originales del elenco. La cuarta y última temporada, titulada Battle For Negative Space, comenzó a emitirse el 3 de diciembre de 2018.

## Sinopsis
Durante una excursión escolar en un pueblo australiano, cuatro adolescentes se extravían en el bosque y acaban en otra realidad donde sus amigos y familiares no son los mismos que ellos conocen, se comportan de manera diferente y otras cosas también han cambiado. Para lograr hallar el camino a casa, los cuatro jóvenes deben olvidar sus diferencias e investigar lo ocurrido con la ayuda de algunas personas del pueblo, como Phoebe y Oscar, y un talismán muy poderoso, al mismo tiempo que van descubriendo la potencialidad de sus poderes elementales.

## Personajes protagonistas
- Felix Ferne (interpretado por Dougie Baldwin) es un chico gótico. Tiene una fuerte conexión con su hermano menor, Oscar, quien utiliza una silla de ruedas debido a una parálisis tras caerse al escalar un árbol. Felix tiene el poder elemental del fuego.
- Andrew "Andy" Lau (interpretado por Joel Lok) es un joven de ascendencia oriental, a menudo calificado como nerd y víctima de bullying en su escuela preparatoria. Andrew se muestra escéptico con todo lo relacionado con la magia debido a que es un gran creyente de la ciencia y todo aquello que se puede explicar de forma lógica. Andy tiene el poder elemental del agua.
- Sam Conte (interpretado por Rahart Adams) es un chico presumido, egoísta y un gran patinador. Su gran objetivo es volver a enamorar a su novia del pasado, Mia. Sam tiene el poder elemental del aire.
- Jake Riles (interpretado por Matt Testro) es, al principio, un chico malo que suele hacer bullying a sus compañeros más débiles. Luego, Jake entenderá que eso no está bien y se convierte en un gran protector de sus amigos. Jake tiene el poder elemental de la tierra.

### Tercera temporada
- Luke Hamill (interpretado por Kamil Ellis).es el estudiante nuevo en la preparatoria Bremin, es un chico tranquilo que busca hacer amigos y adaptarse a su nuevo hogar. Luke tiene el poder elemental del aire.
- Heath Buckland (interpretado por Joe Klocek).es un chico presumido y bromista que le gusta proteger y apoyar a sus amigos aunque tiene problemas de dislexia. Heath tiene el poder elemental del fuego.
- Jesse Banda (interpretado por Jordie Race-Coldrey).es un chico al que le apasiona la actuación y cantar, le gusta la moda y está lleno de energía sin importar su enfermedad. Jesse tiene el poder elemental del agua.
- Niccolina "Nicco" Pandelis (interpretado por Luca Sardelis).es una chica ruda e independiente, una gran futbolista y siempre tiene todo bajo control. Nicco tiene el poder elemental de la tierra.
- Ben Ripley (interpretado por William McKenna).es el chico nerd de la escuela al que seguido ignoran, tiene un fuerte vínculo con la magia y el talismán. Ben tiene el poder elemental del espíritu.

## Personajes recurrentes
- Oscar Ferne (interpretado por Sean Rees-Wemyss) es el hermano pequeño de Felix. Oscar tiene el poder elemental del espíritu, que complementa a los otros cuatro elementos y genera una unión más fuerte y poderosa.
- Phoebe Hartley (interpretado por Michala Banas) es la dueña de una tienda de magia y ayuda a los cuatro jóvenes en la mayoría de aventuras vividas en la realidad alternativa.
- Roland Murphy (interpretado por Jim Russell) es un detective de policía, mientras que en la realidad alternativa es un hombre sin hogar que mora por el bosque donde aparecieron los cuatro chicos tras perderse en la excursión.

## Producción

### Desarrollo
El 26 de octubre de 2011, se anunció que Matchbox Pictures y los productores de The Slap estaban desarrollando una serie dramática de trece partes orientada a la juventud para la ABC llamada The Lost Boys. Sin embargo, debido a razones de derechos de autor, el nombre de la serie fue cambiado más tarde a Nowhere Boys. El creador de la serie Tony Ayres concibió la idea para Nowhere Boys después de enterarse de que ABC, que ya había disfrutado del éxito con Dance Academy, estaba buscando una nueva serie que atrajera a los niños. Ayres desarrolló Nowhere Boys con una amplia gama de escritores, entre ellos Roger Monk y Craig Irvin. Se convirtió en el productor y showrunner de la serie junto a Beth Frey, mientras que Michael McMahon y Helen Panckhurst sirvieron como productores ejecutivos. Panckhurst dejó su posición como productor ejecutivo en el final de la primera temporada.
La primera temporada de Nowhere Boys fue financiada con la ayuda de la Australian Children's Television Foundation, Film Victoria, ABC3 y Screen Australia. El rodaje tuvo lugar en Melbourne, Victoria desde el 18 de febrero de 2013 al 23 de mayo de 2013.